# Marmarole
Marmarole – masyw w Dolomitach, w historycznym regionie Cadore, w prowincji Belluno, w regionie Wenecja Euganejska, w północnych Włoszech. Masyw ciągnie się na 13 kilometrów. Dzieli się go na trzy części: Marmarole Occidentali, Marmarole Centrali oraz Marmarole Orientali. Granice masywu wyznaczają doliny Val d’Ansiei, Val del Piave, Val d'Oten oraz Val di San Vito. Średnia wysokość n.p.m. w rejonie wynosi 2500–2800 m n.p.m. Najwyższym szczytem jest Cimon del Froppa o wysokości 2932 m n.p.m.

## Geologia
Początki masywu sięgają późnego triasu i wczesnej jury, od 240 do 180 milionów lat temu. Szczyty Marmarole stanowią synklinę otoczoną dwoma uskokami - Linea del Pian di Sera na północy oraz Linea dell’Antelao na południu. Zbudowane są z dolomitów i wapieni z permu oraz triasu. Dawniej w obrębie masywu rozwinęło się wiele lodowców górskich (w tym Ghiacciaio delle Selle, Ghiacciaio del Froppa di Fuori oraz Ghiacciaio Meduce di Dentro). Obecnie żaden z nich już nie istnieje.

## Historia
Jako pierwsi na najwyższe szczyty masywu mieli wspiąć się Giovan Battista Toffoli oraz G. Somano, którzy w 1867 r. zdobyli Cimon del Froppa. Dziesięć lat później L. Cesaletti wspiął się samotnie, pozbawiony lin, na Torre dei Sabbioni. W kolejnych latach na obszarze Marmarole rozpoczęto prowadzić badania zakrojone na szerszą skalę.

## Szczyty Marmarole

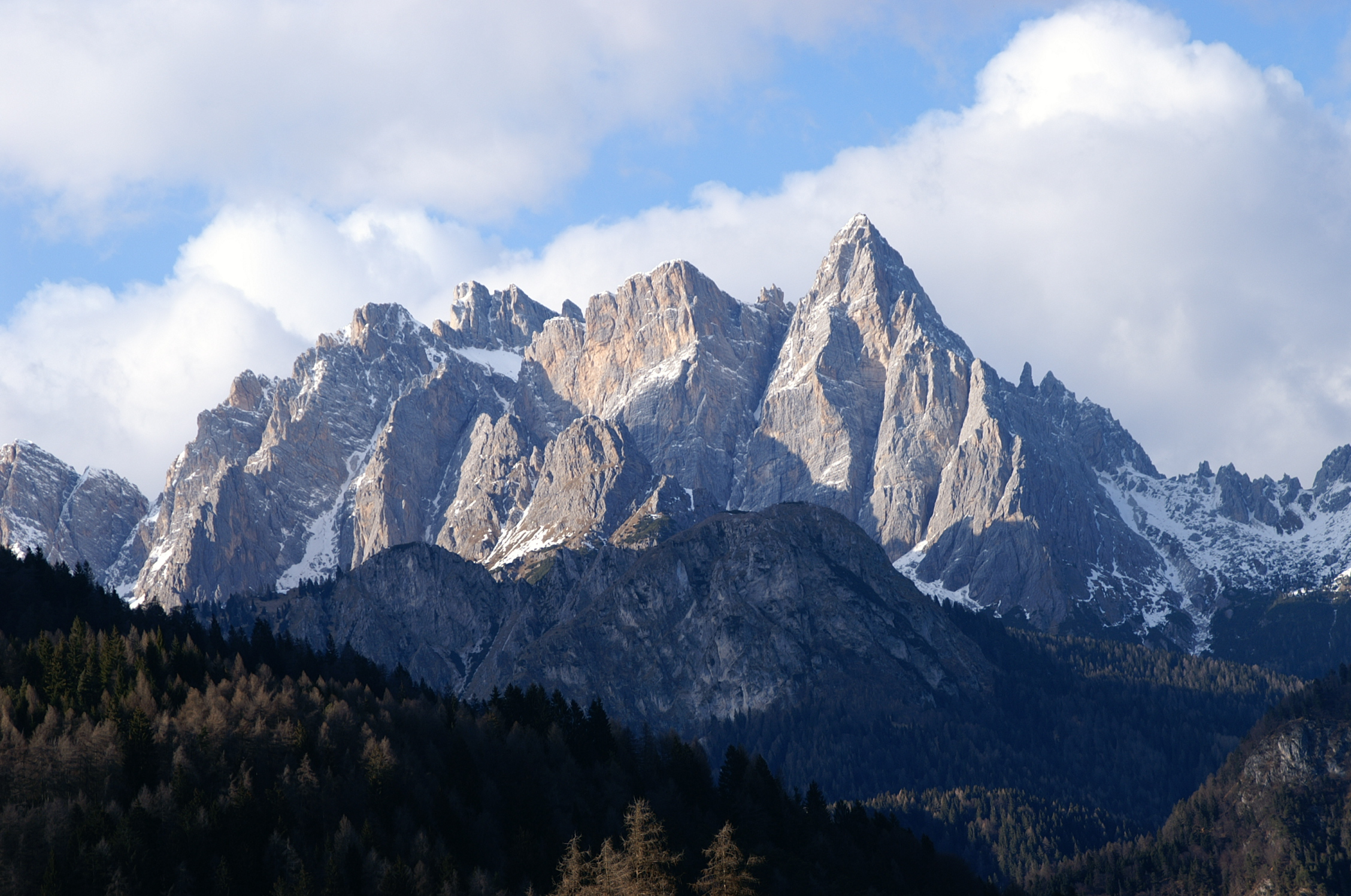
Marmarole

W skład Marmarole Occidentali wchodzą: Torre dei Sabbione (2 531 m n.p.m.), Cima Bel Pra (2 917 m n.p.m.), Costa Bel Pra (2 862 m n.p.m.), Corno del Doge (2 615 m n.p.m.), Punta Dina (2 526 m n.p.m.), Punta Augel (2 686 m n.p.m.), Cima Scotter (2 800 m n.p.m.), Cima Nosoio (2 768 m n.p.m.), Cima Bastioni (2 926 m n.p.m.), Croda de Marchi (2 796 m n.p.m.) oraz Cima Sora Casera (2 398 m n.p.m.).
W skład Marmarole Centrali wchodzą: Torre Frescura, Croda Rotta (2 632 m n.p.m.), Cresta Vanedel (2 725 m n.p.m.), Cima Vanedel (2 797 m n.p.m.), El Mèscol (2 413 m n.p.m.), Cima Pelosana, Campanile San Marco (2 777 m n.p.m.), Cime Orsonila (2 803 m n.p.m.), Pala di Meduce (2 864 m n.p.m.), Monte Meduce (2 402 m n.p.m.), Cima Schiavina (2 782 m n.p.m.), Cima Tiziano (2 802 m n.p.m.), Monte Oten (2 244 m n.p.m.), Cima Federa (2 513 m n.p.m.), Cime di Vallonga (2 742 m n.p.m.), Monticello (2 803 m n.p.m.), Cime di Valtana (2 722 m n.p.m.), Punta Anita (2 765 m n.p.m.), Monta Froppa (2 840 m n.p.m.), Cima Salina (2 354 m n.p.m.), Cimon del Froppa (2 932 m n.p.m.), Cima Arduini (2 769 m n.p.m.), Cima del Rifugio, Cima Petoz (2 877 m n.p.m.), Punta Teresa (2 868 m n.p.m.), Le Selle (2 851 m n.p.m.), Torre Augusto (2 718 m n.p.m.), Croda dell'Arbel (2 729 m n.p.m.), Cima dei Camosci (2 673 m n.p.m.), Cresta degli Invalidi (2 783 m n.p.m.), Croda da Rin (2 407 m n.p.m.), Croda Alta di Somprade (2 646 m n.p.m.), Croda Bianca (2 841 m n.p.m.), Campanile Calazlo, Torrione Libertà oraz Monte Peronat (2 409 m n.p.m.).
W skład Marmarole Orientali wchodzą: Monte Ciastelin (2 570 m n.p.m.), Campanile Ciastelin (2 602 m n.p.m.), Cima del Carro Armato (2 525 m n.p.m.), Torre Walter (2 463 m n.p.m.), Punta Granzotto (2 443 m n.p.m.), Dente Nord di Pomadonna (2 463 m n.p.m.), Dente Sud di Pomadonna (2 443 m n.p.m.), Il Pupo (2 350 m n.p.m.), Monte Ciarido (2 504 m n.p.m.), Torre Laura, Torre Artù, Torre Pian dei Buoi (2 350 m n.p.m.), Torre San Lorenzo (2 504 m n.p.m.) oraz Campanile di Val di Poorse (2 443 m n.p.m.).

## Galeria

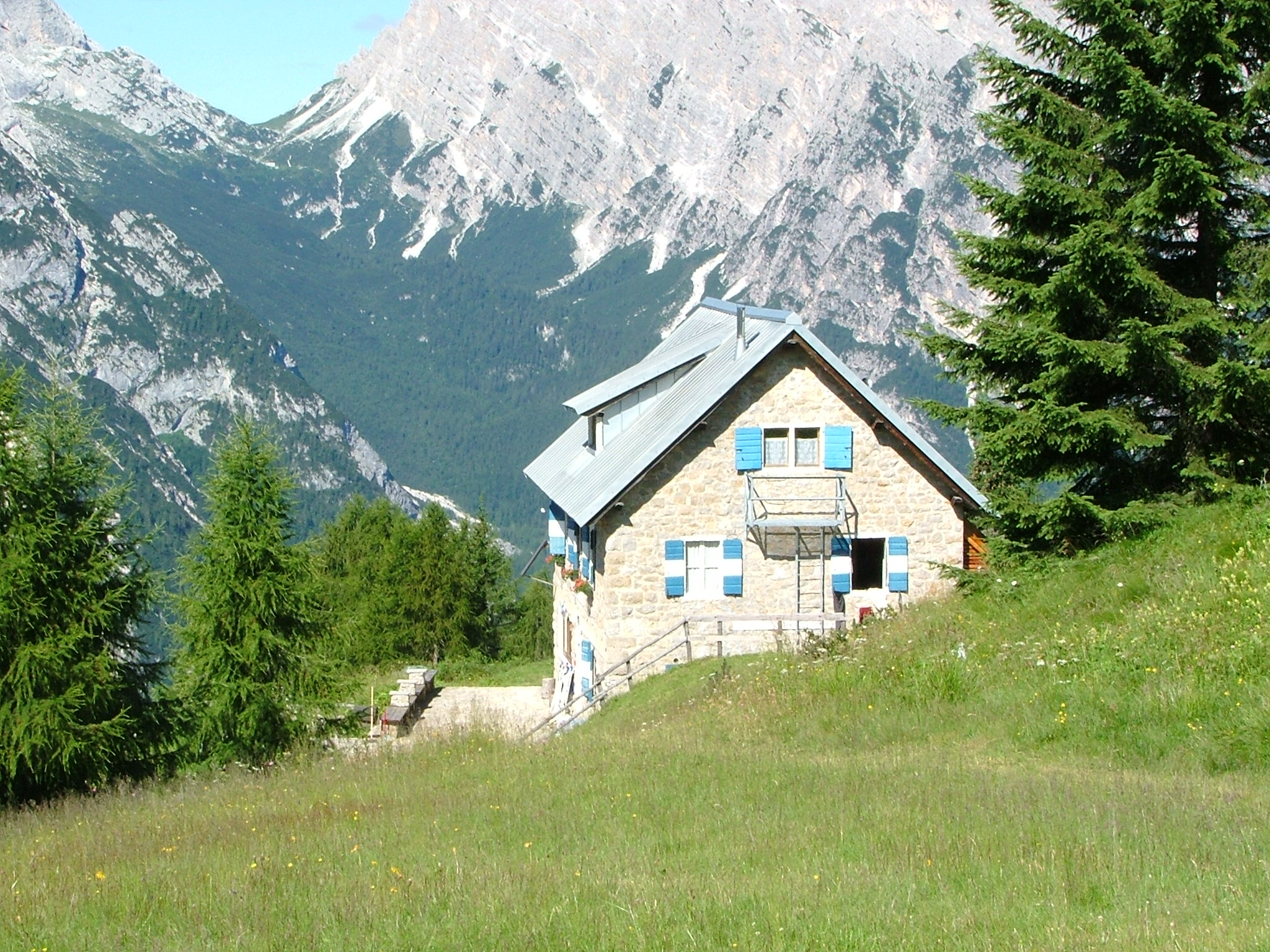
Schronisko Chiggiato Calalzo
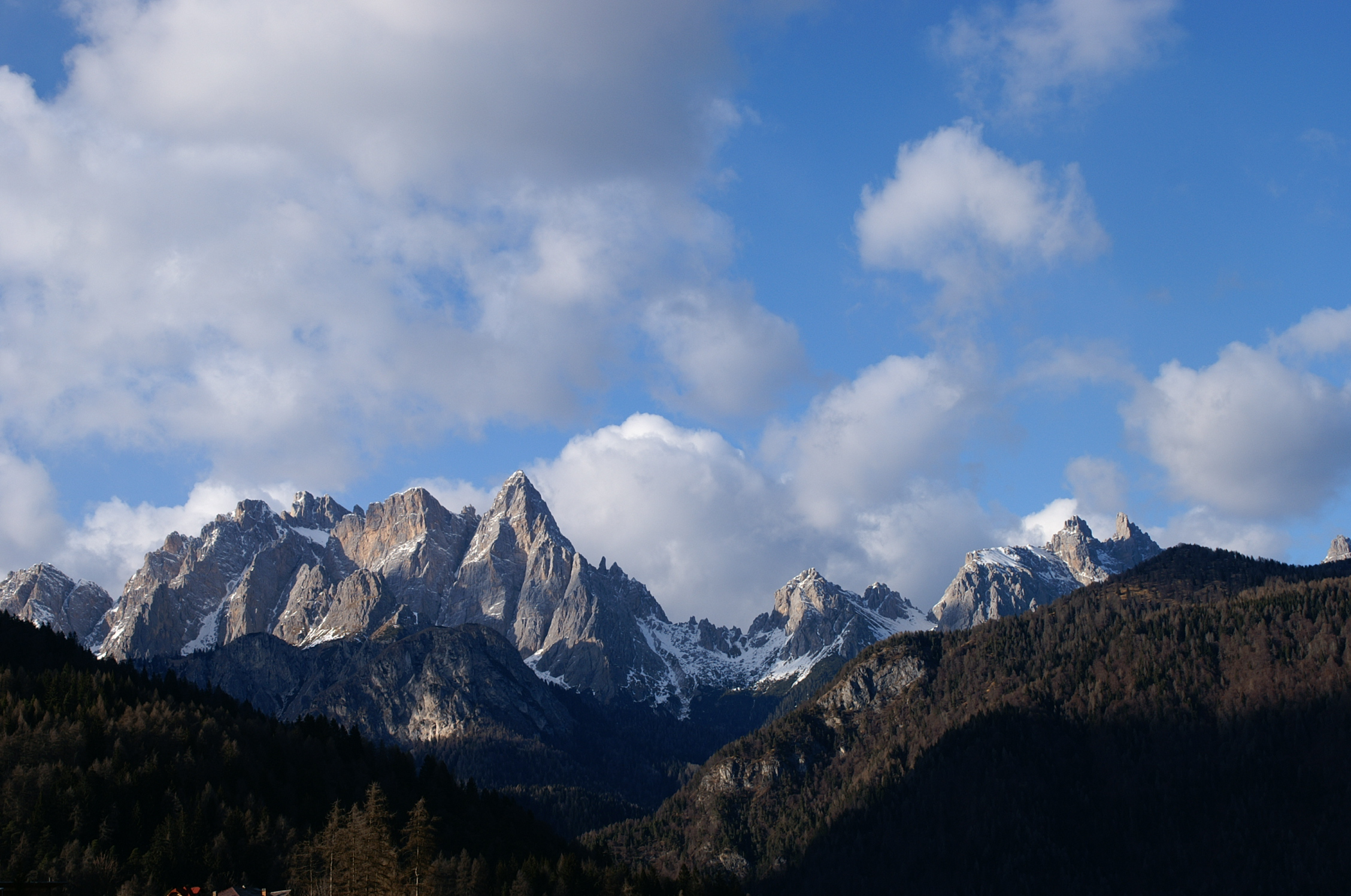
Panorama Marmarole
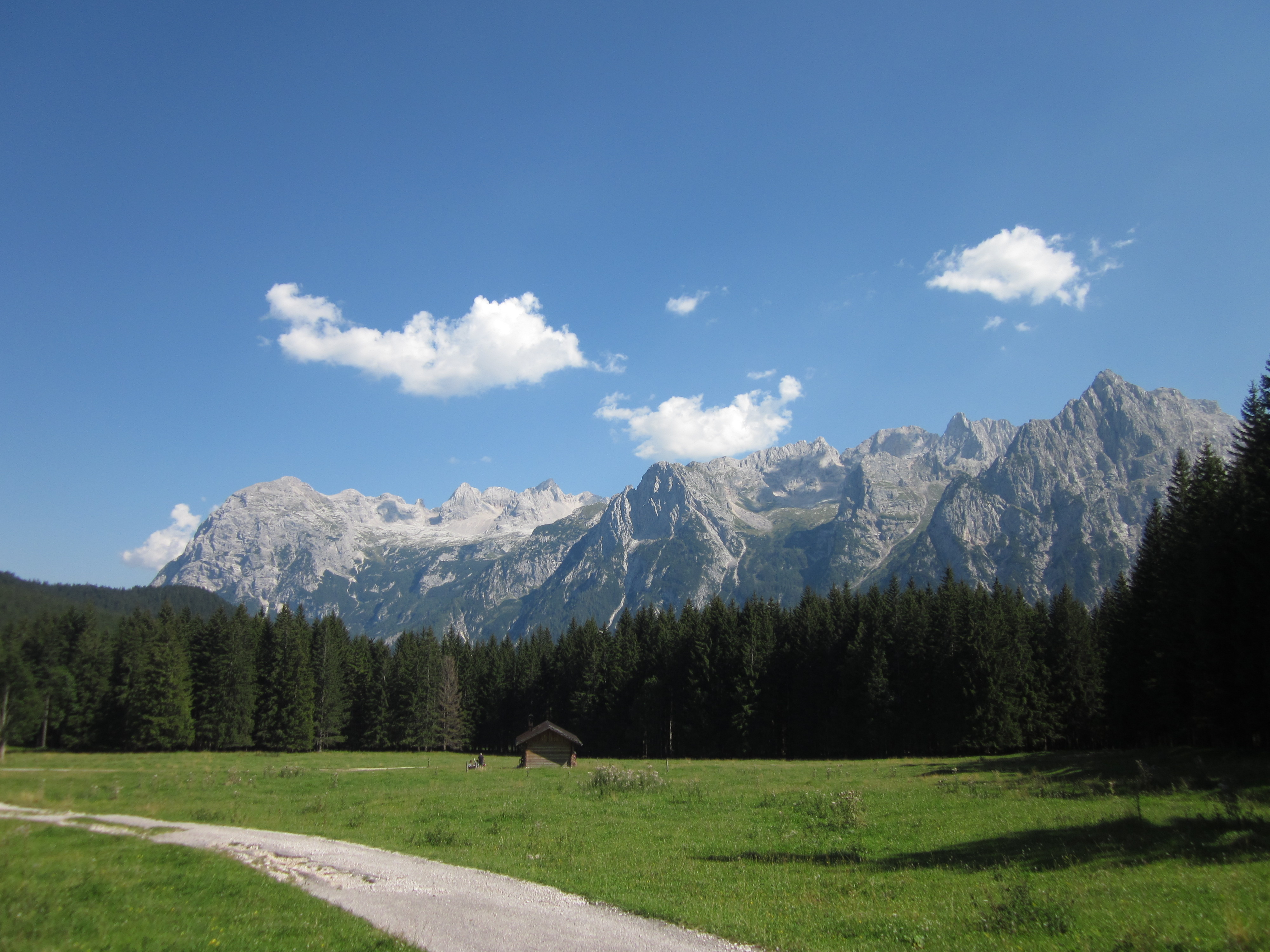
Marmarole w 2012 r.
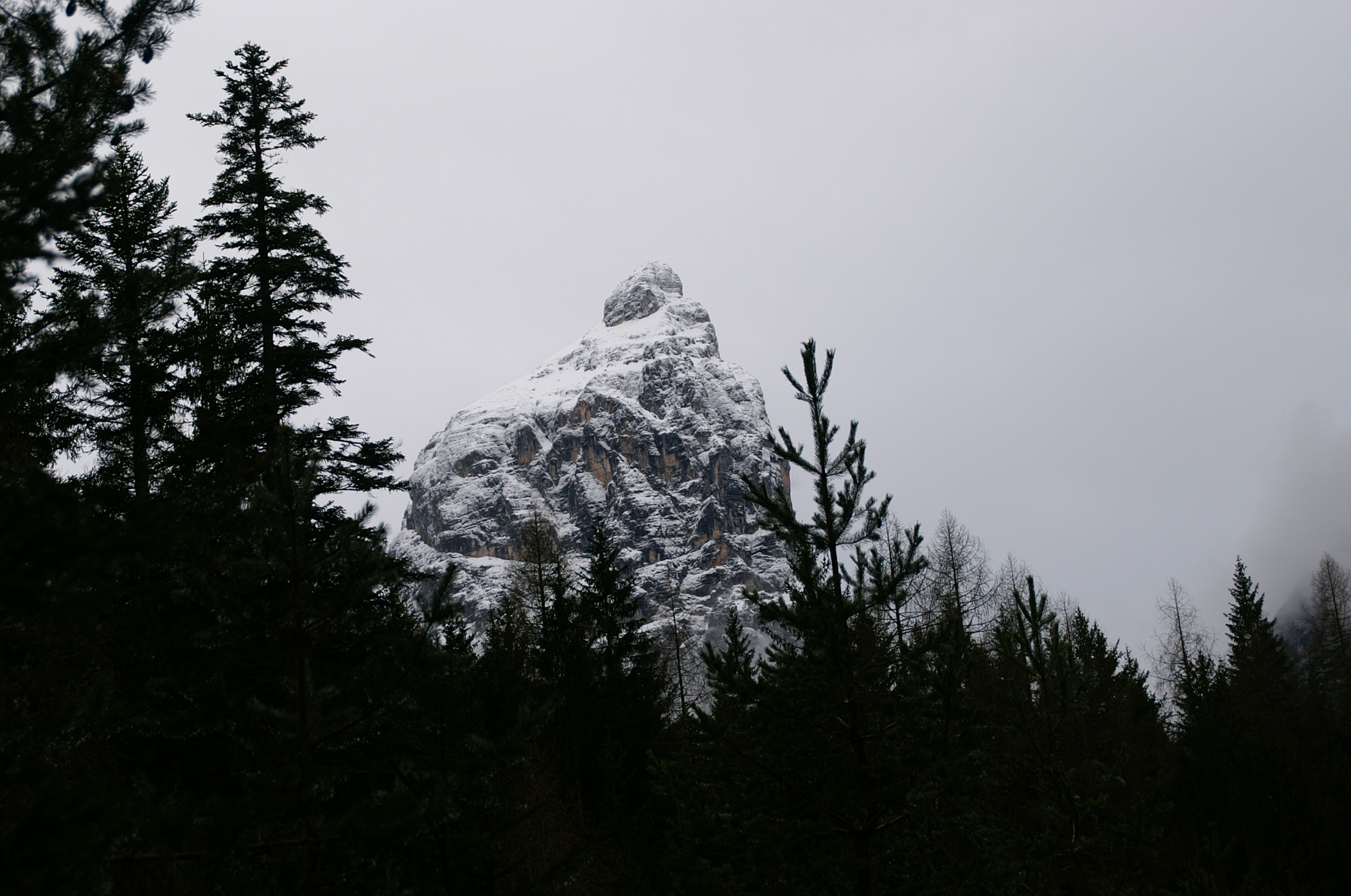
Corno del Doge
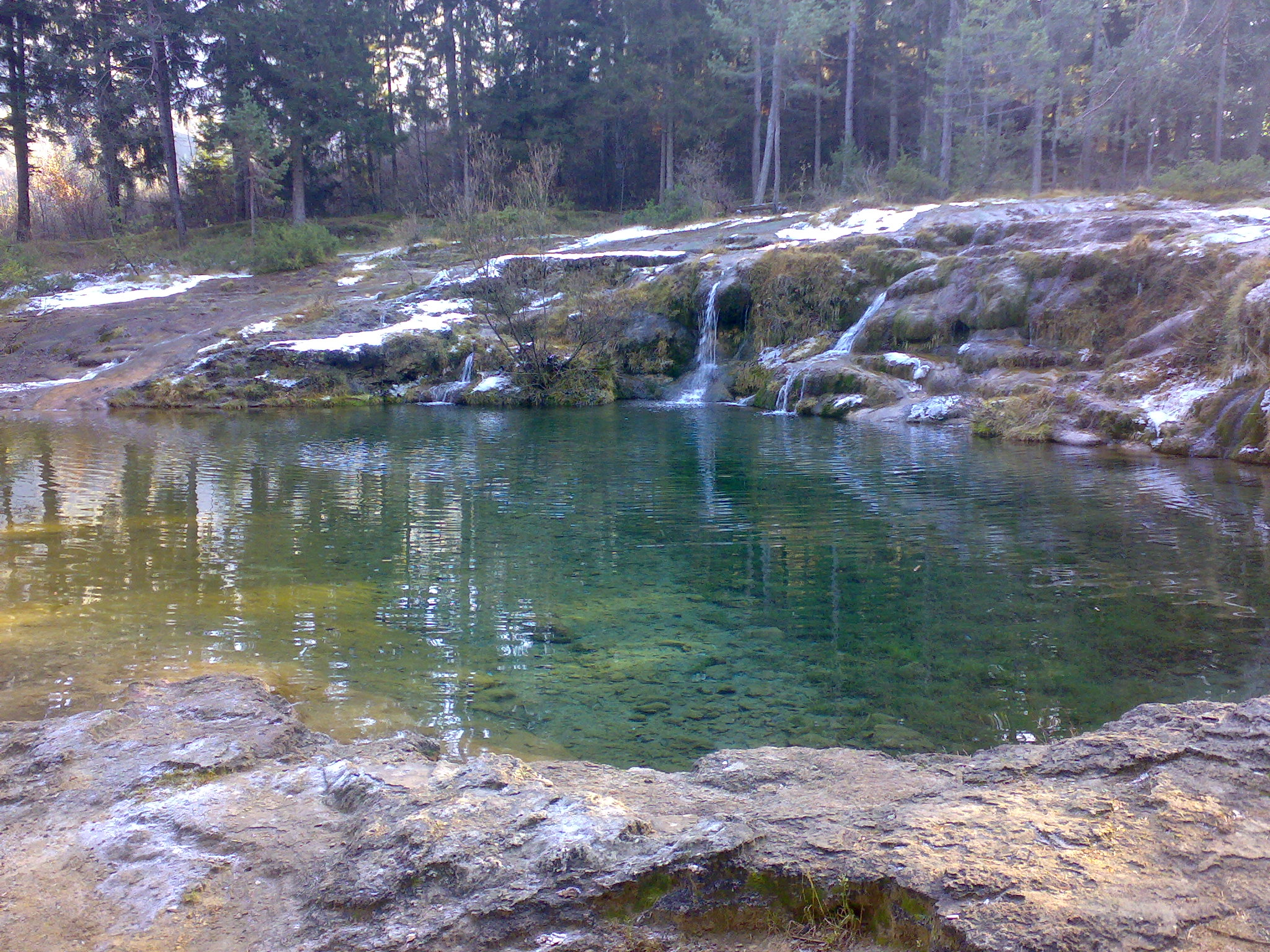
Jezioro Lago de la Femenes
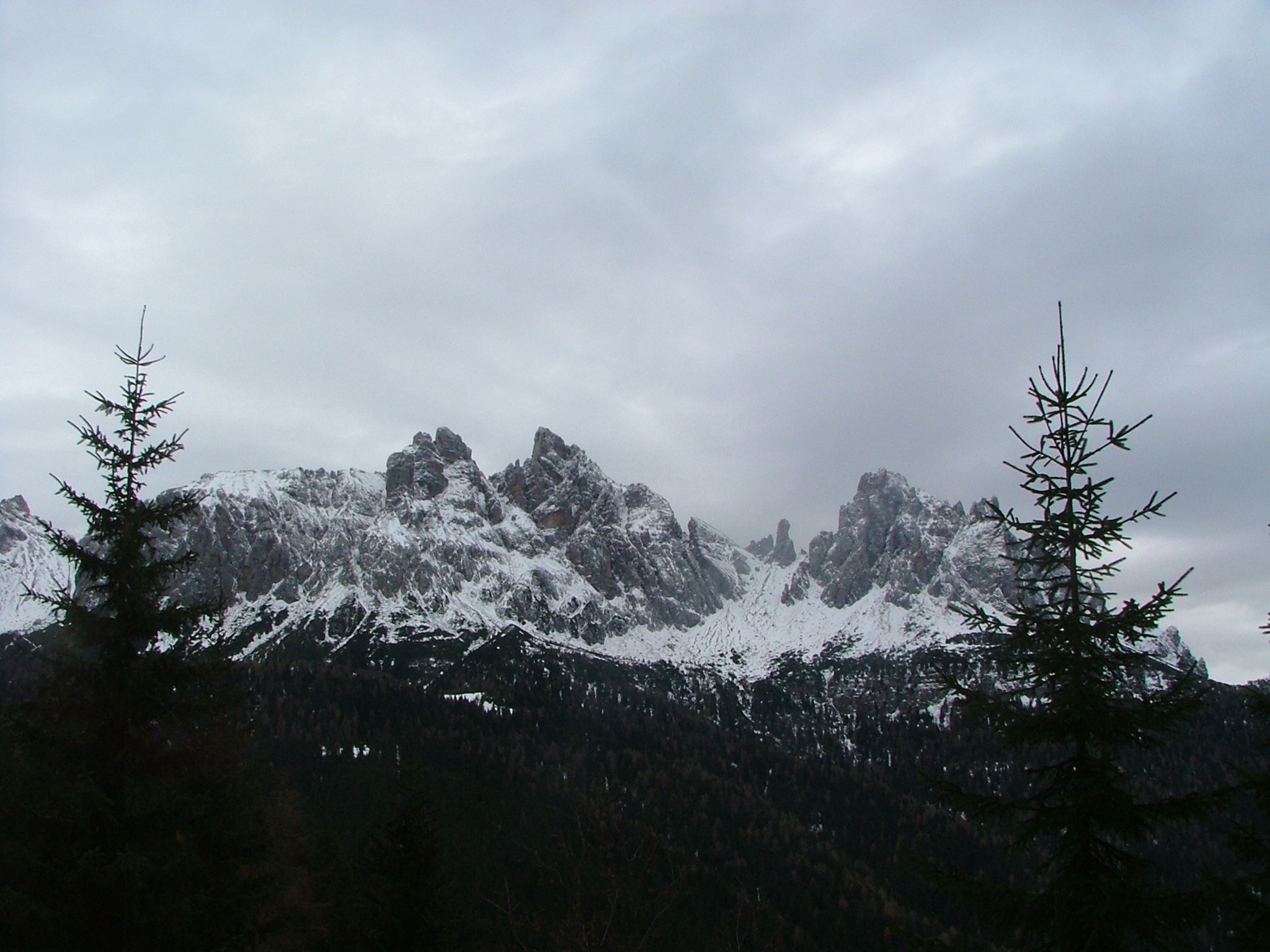
Marmarole w zimie